# Kommune 1
Kommune 1 (K1, även Kommune I) var det första politiskt inriktade bostadskollektivet i Västtyskland. Det grundades 1 januari 1967 i Västberlin och upplöstes i november 1969. Kollektivet uppehöll sig först i Hans Magnus Enzensbergers våning som stod tom och i Uwe Johnsons arbetsvåning. Sedan uppehöll sig kollektivet i ett hörnhus vid Stuttgarter Platz/Kaiser-Friedrich-Strasse innan det befann sig på Stephanstrasse 60.